# 김효전
김효전 (1945년~)은 대한민국의 법학자로, 1977년부터 2010년까지 동아대학교 법학 교수로 재직한 인물이다.

## 생애
1945년 서울에서 태어나, 청운중학교와 중동고등학교를 거쳐 성균관대학교를 졸업하였다. 서울대학교 대학원에서 법학박사학위를 받았다. 1971년부터 1974년까지 서울대학교 법학연구소 조교로 있었으며, 1977년부터 2010년까지 동아대학교 교수로 재직하였다.

## 학술
게오르크 옐리네크, 카를 슈미트, 헤르만 헬러 등의 저작, 독일 법이론의 주요 문헌들을 한국어로 번역하였다.